# Julvécourt
Julvécourt település Franciaországban, Meuse megyében. Lakosainak száma 59 fő (2022. január 1.). Julvécourt Froidos, Ippécourt, Lavoye, Les Souhesmes-Rampont és Ville-sur-Cousances községekkel határos.

## Népesség
A település népességének változása:
| Lakosok száma | 122  | 74   | 72   | 72   | 64   | 62   | 57   | 54   | 53   | 59   |
|               | 1968 | 1982 | 1990 | 2006 | 2013 | 2015 | 2017 | 2019 | 2020 | 2022 |